# Josef M Wolfram
Josef M Wolfram   (Dobřany, 21 de juliol de 1789 - Teplice, 30 de setembre de 1839) va ser un polític alemany-txec i compositor aficionat que va escriure òperes que es van representar amb èxit.

## Biografia
Wolfram va néixer a Dobřany, a Bohèmia. Primer va estudiar filosofia a la Karls-Universität de Praga, però també harmonia amb Leopold Kozeluch. Va anar a Viena a estudiar piano amb Josef Drechsler i hi va ensenyar música des del 1811. Deixant la música com a professió el 1813, es va convertir en un funcionari del govern de Theusing i, finalment, va treballar fins ser alcalde de Teplice el 1824. Va escriure diverses òperes que es van popularitzar. Tal va ser la popularitat de la seva òpera Alfred que quan es necessitava un substitut de Carl Maria von Weber en el càrrec de capellmeister, Wolfram era un dels que es considerava. Va morir a Teplice.

## Obres
Les obres més conegudes de Wolfram són les seves òperes. Der Diamant es va produir per primera vegada a Teplice cap al 1820. Dues de les seves òperes, Herkules i Maja und Alpino, oder die bezauberte Rose, es van produir a Dresden el 1826, mentre que aquesta última també es va produir a Praga aquell any. Aquest mateix any es va produir la primera producció dAlfred. El 1828, de nou a Dresden, es va representar la seva òpera Die Normannen in Sicilien. L'any següent es va produir Prinz Lieschen. Der Bergmönch el va seguir el 1830, produït per primera vegada a Dresden el 14 de març. Das Schloss Candra es va representar per primera vegada el 1832, també a Dresden. L'òpera final, Wittekind, es va produir el 1838. A més de les seves òperes, va escriure una missa de noces, un Rèquiem i una col·lecció de cançons sèrbies. També va compondre música instrumental, inclosos quartets de corda i sonates per a piano. Tomáš Spurný va dirigir un esforç concertat per recollir i catalogar les òperes de Wolfram.